# Rebelión de Kazym

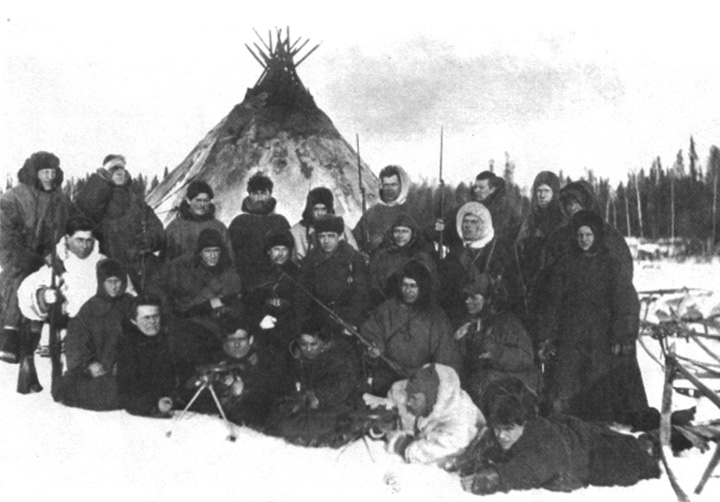
Un grupo de trabajo de la OGPU después de una operación, marzo 1934.

La rebelión de Kazym (ruso: Казымское восстание) fue una revuelta de los jantis de Siberia Occidental contra las políticas de colectivización del gobierno soviético en 1933. La revuelta se llama así por la pequeña ciudad de Kazym en el Okrug Autónomo de Janti-Mansi. Algunas fuentes describen los acontecimientos como "las rebeliones de Kazym", ya que se incluyen una serie de conflictos que comienzan en 1931 con intentos poco entusiastas de reconciliación desde el lado soviético que culminaron en la supresión por la fuerza de las revueltas en 1933 y la siguiente represión en 1934.
En la década de 1930, fue establecida como "base cultural" la nueva ciudad de Kazym. En teoría "las bases culturales" se establecieron para atraer a los janti a la vida en el pueblo, con los beneficios de escuelas, hospitales, almacenes y otros servicios comunales. Este esfuerzo por colectivizar pueblos nativos en comunidades direccionables hizo que un gran número de jantis abandonaran sus hogares en el bosque, mientras que otros fueron realojados por la fuerza en los años de Stalin. Además, la asistencia obligatoria a internados situados en ciudades como Kazym hicieron que muchos niños janti fueran sacados de sus hogares tradicionales y que les prohibieran hablar su idioma nativo o seguir sus creencias culturales por muchos años.
Este proceso caminó paralelamente al rapto y ejecución de líderes tradicionales, que fueron acusados de ser kulaks por el estado. Finalmente hubo una revuelta en 1933 secundada por muchos janti con el apoyo de los nenets del bosque que se denominó la rebelión de Kazym. La rebelión tenía su centro en la ciudad de Kazym y tras varias semanas fue aplastada por el Ejército Rojo, el cual mató a decenas de ciudadanos y quemó sus casas. Los pueblos rebeldes más distantes fueron bombardeados por la fuerza aérea. Este fue el último conflicto conocido de las tribus siberianas con Rusia.
Después de estos hechos, cualquiera que participara en los ritos del Funeral del Oso u otras celebraciones de la cultura janti podía ser encarcelado hasta por diez años. La caza del oso fue prohibida y cualquier cosa relacionada con la cultura janti, como el suelo sagrado, lugares sagrados paganos o cementerios fueron destruidos.
Estas leyes solo se relajaron a partir de 1980 con las políticas de glásnost de Mijaíl Gorbachov.

## La rebelión de Kazym en la literatura y el cine
Yeremey Aypin (ruso: Еремей Айпин), un escritor con ascendencia Janti-Mansi, escribió la novela Nuestra Señora en la nieve salpicada de sangre (ruso: «Божья матерь в кровавых снегах»), publicada en 2002 y que sirvió como base para la película llamada "La Saga Janti" (ruso: "Сага о Хантах") producida en 2008. La novela es una versión ficticia de esa rebelión.